# Vavatenina
Vavatenina är en ort i Madagaskar.   Den ligger i regionen Analanjirofo, i den nordöstra delen av landet, 240 km nordost om huvudstaden Antananarivo. Vavatenina ligger 117 meter över havet och antalet invånare är 36 916.
Terrängen runt Vavatenina är kuperad åt sydväst, men åt nordost är den platt. Runt Vavatenina är det ganska tätbefolkat, med 62 invånare per kvadratkilometer. Det finns inga andra samhällen i närheten. I omgivningarna runt Vavatenina växer i huvudsak städsegrön lövskog.